# عبد المهدي الأعرجي
السيّدعبد المهدي راضي حسين الأعرجي (1903 - 1939) شاعر عراقي. ولد في النجف لأب موسر فتعلّم في كتّابها مبادئ الدين والقراءة والكتابة، وظهرت علائم النبوع عليه منذ الصغر. وكذلك بدت موهبة الشعر جليّة في نفسه. امتاز بعفّة نسفه وقناعته وكان ظريفًا فكهًا، حاضر النكتة، ويكثر الارتجال في شعره ويحسن ذلك. توفّي غريقا وهو يستحم في النهر على طريق الحلّة. من مؤلفاته ديوان شعره جمعه شقيقه حبيب، ومجموعة شعرية ضمنها التواريخ الشعرية للوفيات والولادات والعمارات، ومجموعة شعرية ضمنها الحكميات من شعره وله ديوان باللغة العامية. 

## سيرته
ولد السيّد عبد المهدي بن راضي بن حسين الأعرجي سنة 1322 هـ/ 1903 م في النجف والأعرجي نسبة إلى عبد الله الأعرج بن علي زين العابدين.

نشأ بالنجف، وتعلم القراءة والكتابة في الكتاتيب، ولاحت عليه علائم الذكاء والنبوغ منذ صغره، فدخل الأندية والمجالس العلمية والأدبية، فأخذ يكثر من الاهتمام والإصغاء، وتعهده خاله الشاعر المعروف بالشيخ جاسم الملا الحلي برعاية كبيرة وعناية شديدة، والتزم بتدريبه على الخطابة الحسينية، فولع فيها، واجاد رواية الشعر.

اعتاد السفر إلى خاله في مدينة الحلة، وفي إحدى تلك السفرات نزل إلى نهر الفرات، وكان لا يجيد السباحة فغرق هناك بشط في شهر رجب سنة 1358 هـ في الحلة، ودفن في الصحن الشريف في العتبة العلوية بالنجف. 

## شعره
أخذ ينظم الشعر فكان يرتجل الشعر، وينظم القصيدة بأقل زمن، وكان جيد الإنشاء، سريع البديهة، ينظم النكات الأدبية والتاريخية والمناسبات. امتازت أشعاره بالكثير من الوعظ والإرشاد والنصح.

له ديوان شعر يسمى بديوان الأعرجي، وله كتب وآثار أدبية منها: مجموعة شعرية ضمنها مراسلاته واخوانياته نثراً ونظماً، ومجموع حوى التواريخ الشعرية للوفيات والولادات والعمارات، وارجوزة في تاريخ ولادات ووفيات الأئمة الإثني عشر، وله ديوان باللغة الدارجة الفراتية تشتمل على أكثر فنون الأدب الشعبي. من شعره يرثي الإمام الحسين بن علي بن أبي طالب: